# Manuel Badenes
Manuel Badenes Calduch (* 30. November 1928 in Castellón de la Plana; † 26. November 2007 ebenda) war ein spanischer Fußballspieler.

## Karriere
Badenes begann seine Karriere 1946 im Alter von 18 Jahren bei CD Castellón. In der Saison 1946/47 bestritt er insgesamt zehn Spiele in der Primera División und schoss dabei vier Tore. Trotz des Abstieges seiner Mannschaft war der Youngster daher am Ende der Saison heiß umworben.
Vor der Saison 1947/48 wechselte Badenes nach Katalonien zum FC Barcelona. Mit Barça gewann er zwar 1948 und 1949 die Spanische Meisterschaft, doch war sein Anteil an diesen Erfolgen mit nur 13 Einsätzen gering. 1949 verständigte er sich mit dem Verein auf ein Leihgeschäft und spielte fortan ein Jahr für Real Saragossa in der Segunda División.
Zur Saison 1950/51 unterschrieb Badenes einen Vertrag beim FC Valencia, um das Erbe von Mundo anzutreten, des erfolgreichsten Torjägers der Vereinsgeschichte. Der Spanier bedankte sich für das Vertrauen mit Toren. Bereits in seiner ersten Spielzeit erzielte er 20 Treffer. 1954 gewann er mit Valencia die Copa del Rey. Als er den Club 1956 verließ, hatte er in 116 Pflichtspielen 112 Tore geschossen.
Anschließend spielte Badenes für Real Valladolid. Auch hier zeigte er sich mit 16 Toren umgehend treffsicher. In der Saison 1957/58 wurde er gar mit 19 Toren – neben Alfredo Di Stéfano und Ricardo Alós – Torschützenkönig. Trotzdem stieg Valladolid in jener Spielzeit ab.
Daraufhin wechselte Badenes zu Sporting Gijón.
1960 kehrte er noch einmal zu CD Castellón zurück. Seine Karriere beendete er 1962 bei UD Oliva.

## Erfolge
- Spanischer Meister: 1948, 1949
- Spanischer Pokalsieger: 1954
- Pichichi-Trophäe: 1958